# Vingt-quatrième amendement de la Constitution des États-Unis

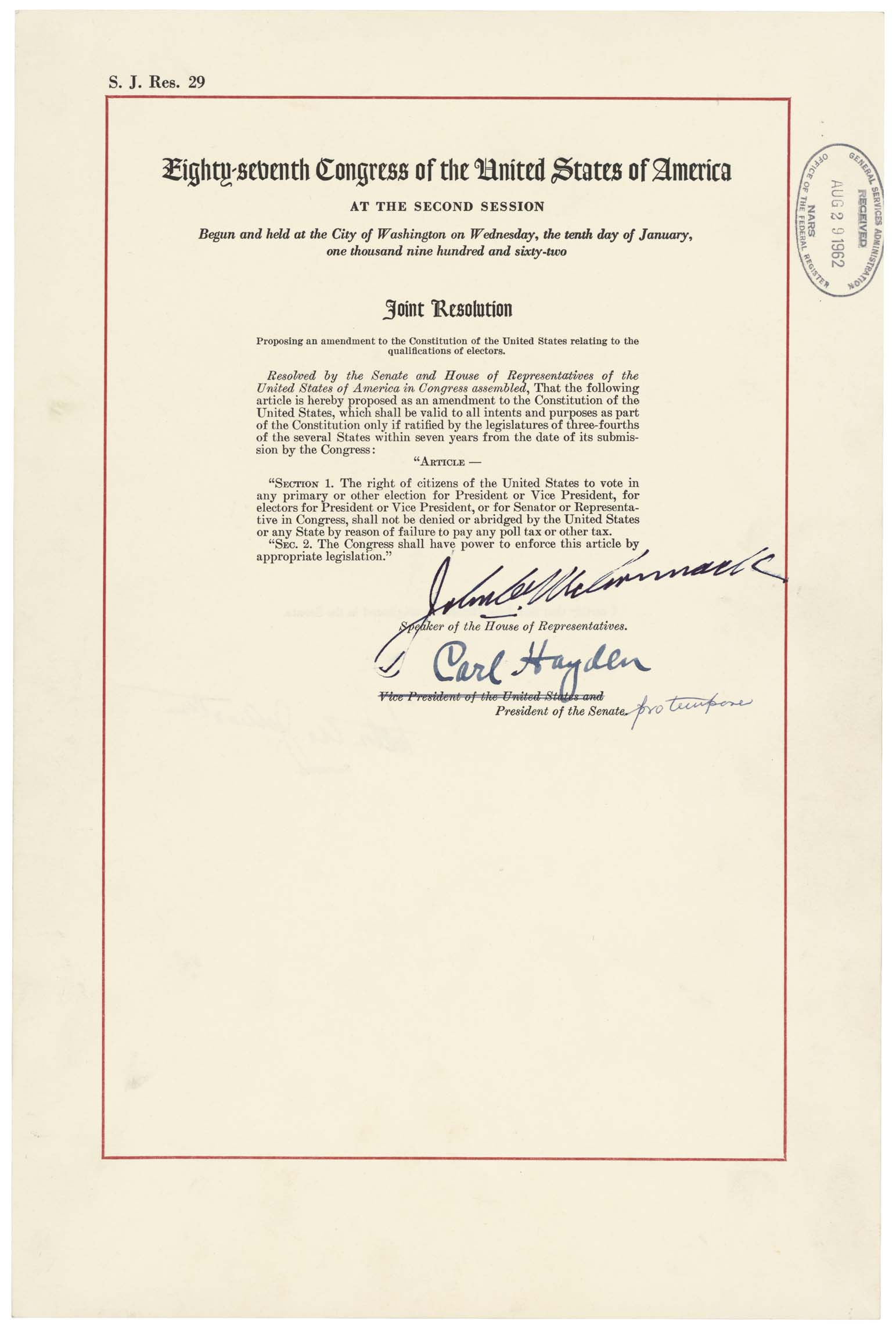
Texte du XXIVe amendement.

Le XXIVe amendement de la Constitution des États-Unis, interdisant le conditionnement du droit de vote au paiement d'une taxe ou d'un impôt électoral est ratifié le 23 janvier 1964.

## Texte
Le texte du vingt-quatrième amendement est le suivant :
« Section 1. The right of citizens of the United States to vote in any primary or other election for President or Vice President, for electors for President or Vice President, or for Senator or Representative in Congress, shall not be denied or abridged by the United States or any State by reason of failure to pay any poll tax or other tax.

Section 2. The Congress shall have power to enforce this article by appropriate legislation. »
« Article 1. Le droit des citoyens des États-Unis de voter à toute élection primaire ou autre élection du président et du vice-président, des grands électeurs du président et du vice-président, ou des sénateurs et représentants au Congrès, ne sera refusé ou restreint ni par les États-Unis, ni par aucun État, pour cause de non paiement de la taxe électorale ou de tout autre impôt.

Article 2. Le Congrès aura le pouvoir de donner effet aux dispositions du présent article par une législation appropriée. »